# Reg Butler
Reginald Cotterell Butler (Buntingford, 28 aprile 1913 – Berkhamsted, 23 ottobre 1981) è stato uno scultore inglese.

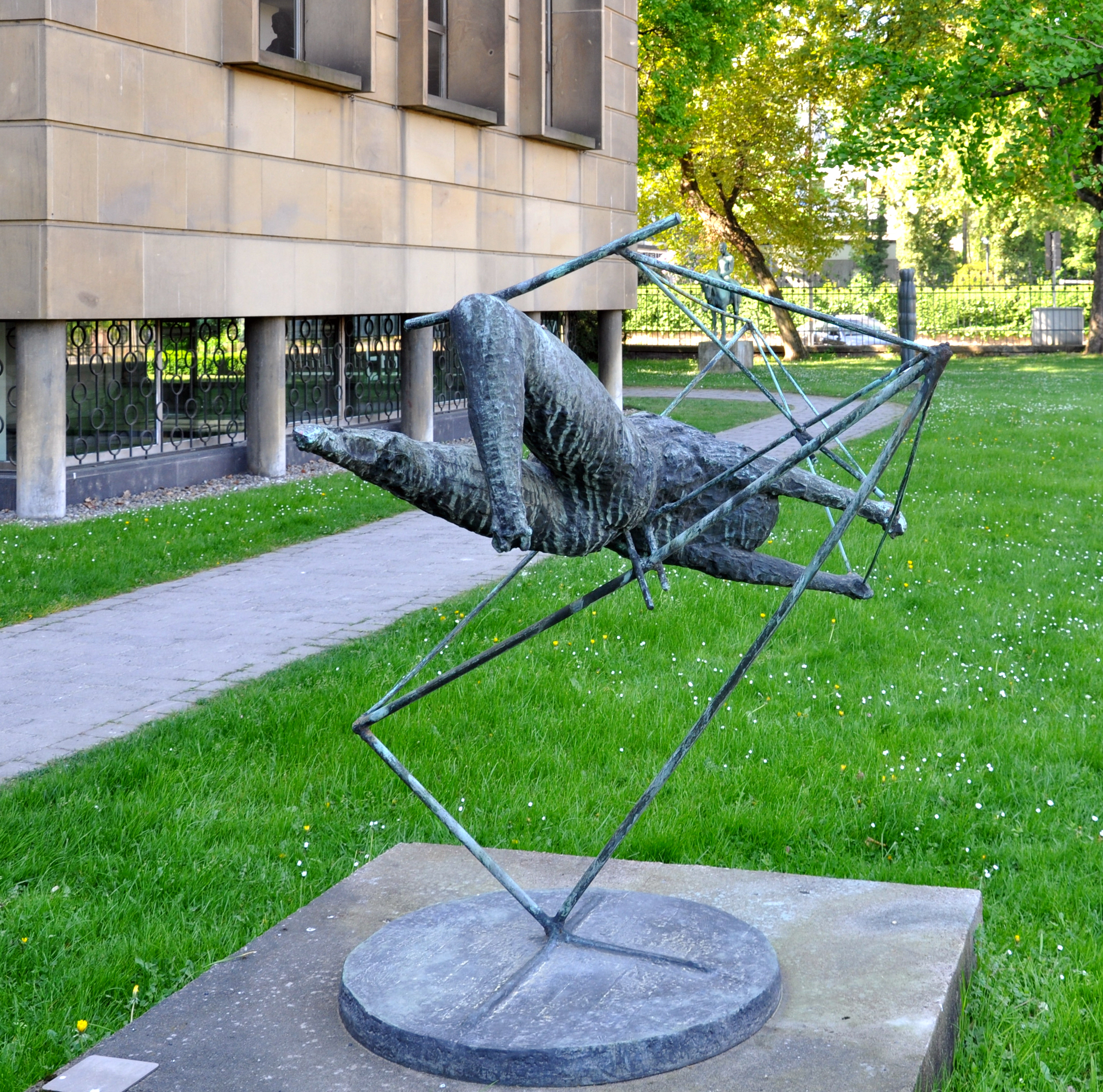
Reg Butler, scultura

Ha studiato all'Architectural Association School of Architecture a Londra dal 1937 al 1939. 
Il suo percorso artistico lo condusse verso le tendenze innovative delle nuove generazioni inglesi. 
Butler si distinse per la attenzione alla essenzialità della linea, in grado di conferire un certo lirismo fantastico sia alle figure sia alle strutture che le sorreggono e le circondano.
Se in una prima fase venne influenzato dagli insegnamenti di Henry Moore, successivamente si accostò all'arte di Calder.
Durante la seconda guerra mondiale assunse la posizione di obiettore di coscienza.
La sua carriera subì una svolta con la vittoria ottenuta al concorso di scultura patrocinato dall'Institute of Contemporary Arts londinese nel 1953; in questa occasione lo scultore presentò un bozzetto del monumento dedicato al Prigioniero Politico Ignoto. Il bozzetto e i relativi disegni oltre ad alcuni modelli vennero presentati l'anno seguente alla Biennale di Venezia. L'opera fu caratterizzata dalla evidenziazione delle tre figure chiave contemplanti verso coordinate significative avvolte da un simbolico reticolato.
Grazie alla notorietà ottenuta con le sue opere divenne insegnante alla Slade School of Art. 
Tra le sue opere più recenti si annoverarono le Donne in piedi e gli Studi per la grande Torre che lo traghettarono verso elementi simbolici, geniali, ironici. La sua tematica ricorrente fu la presentazione di figure femminili come la Ragazza su una base rotonda cariche di umorismo che evidenziarono una vena creativa in comune con 
Hans Bellmer e Allen Jones.
Molte opere di Reg Butler sono presenti nel Museum of Modern Art di New York e la Tate Gallery di Londra.